# Okehampton
Okehampton est une ville et une paroisse civile du Devon, située dans le sud-ouest de l'Angleterre.

## Géographie
Elle est située dans la circonscription Central Devon.

## Personnalités liées
- Hazel Carby (1948-), universitaire britannique, professeure en études africaines américaines à l'université Yale, y est née.
- Baudouin de Meules (?-1090), seigneur de Meules et du Sap en Normandie, et d'Okehampton, baron anglo-normand, shérif du Devon.
- Christy Prior (1988-), snowbordeuse néo-zélandaise, y est née.
- James Churchward (1851-1936), colonel et explorateur britannique, à l'origine de la théorie du continent perdu de Mu, y est né.